# Propières
Propières este o comună în departamentul Rhône din sud-estul Franței. În 2009 avea o populație de 473 de locuitori.

## Evoluția populației
| An        | 1975 | 1982 | 1990 | 1999 | 2006 | 2009 |
| --------- | ---- | ---- | ---- | ---- | ---- | ---- |
| Populație | 481  | 434  | 404  | 419  | 450  | 473  |